# Inervación del ojo
La inervación del ojo está dado por nervios craneales encargados de la función de los músculos externos del ojo y de la sensibilidad de la fosa orbitaria.

## Inervación sensible de la fosa orbitaria

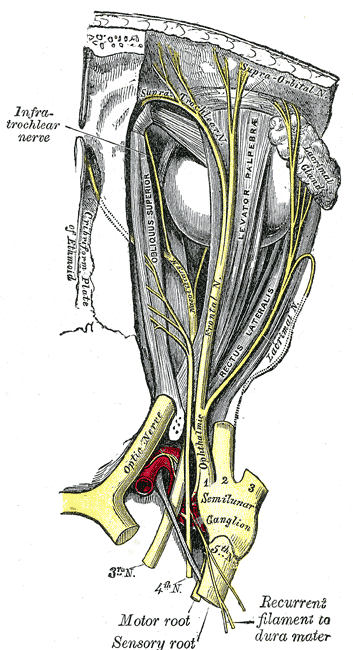
Nervio oftálmico y sus principales ramas en la órbita.

Existe un conjunto de nervios  que recogen la sensibilidad de la fosa orbitaria. El nervio trigémino es un nervio sensible que sale del romboencéfalo y recoge la sensibilidad de tres zonas de la cara: fosa orbitaria, hueso maxilar superior y la mandíbula. 

### Rama oftálmica
El nervio oftálmico se compone a su vez de tres ramas, que antes de entrar de la fosa por su fisura superior acaban uniéndose en una sola. Estas ramas son: 
- Nasociliar: recoge la sensibilidad de la parte superior de la nariz y de la parte medial del párpado. Además, es la única rama de las tres que recoge la sensibilidad del ojo.
- Frontal: recoge sensibilidad de la mitad del techo (que corresponde con el hueso frontal) de la fosa orbitaria y de la ceja.
- Lagrimal: comienza a nivel lateral a la altura de la ceja y también recoge la sensibilidad de la glándula lagrimal, pero no la estimula de ningún modo.

### Rama maxilar
La rama maxilar del trigémino recoge la sensibilidad del suelo de la fosa orbitaria (que corresponde con el hueso maxilar). Se compone de dos nervios: 
- Cigomático: va por la parte lateral inferior de la fosa orbitaria.
- Pterigopalatino: recoge la sensibilidad de la parte inferior y medial de la fosa orbitaria y la piel que está presente en esta zona (por ejemplo, la piel del párpado inferior).

## Inervación de la musculatura extrínseca del globo ocular

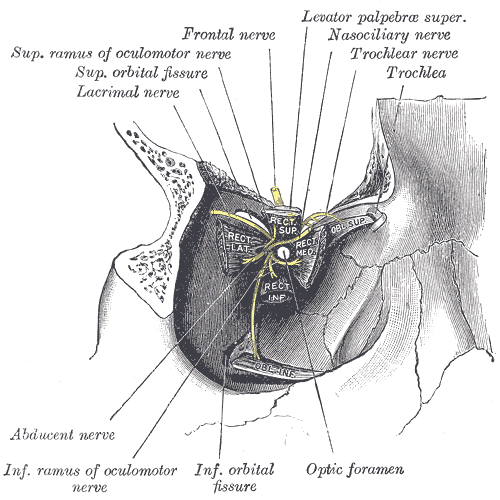
Principales nervios que inervan la musculatura de la órbita ocular.

Los músculos del globo ocular se insertan por delante y por detrás a diferentes estructuras para producir los movimientos del ojo, además cada músculo está inervado por un nervio oculomotor diferente. 
1. Recto superior: Se inserta por la parte anterior en la esclerótica, en la zona superior y por detrás al anillo tendinoso. Está inervado por el nervio motor ocular común. 
2. Recto inferior: Se inserta por la parte anterior en la esclerótica, en la zona inferior y por detrás al anillo tendinoso. Está inervado por el nervio oculomotor común. 
3. Recto medial (o interno): Se inserta por la parte anterior en la esclerótica, en la zona nasal o medial y por detrás al anillo tendinoso. Está inervado por el nervio oculomotor común. 
4. Recto lateral (o externo): Se inserta por la parte anterior en la esclerótica, en la zona lateral o temporal y por detrás al anillo tendinoso. Está inervado por el nervio oculomotor externo, también llamado nervio abducens. 
5.  Músculo oblicuo superior del ojo: Se inserta por la parte anterior en la esclerótica. Se dirige a la pared interna hacia el ángulo superior interno donde cambia su orientación gracias a una polea para insertarse por detrás al anillo tendinoso. Está inervado por el nervio oculomotor patético o también llamado nervio troclear. 
6. Músculo oblicuo inferior del ojo: Se inserta por la parte anterior en la esclerótica, en la zona inferior temporal, pero va a parar al canal lacrimonasal. Está inervado por el nervio oculomotor común. 
7. El músculo elevador del párpado superior es una prolongación de fibras del recto superior que se inserta por la parte anterior al párpado y por detrás al anillo tendinoso. Está inervado por el nervio oculomotor común. 
Los músculos se insertan a las diferentes estructuras mediante unas fibras tendinosas que derivan de ellos mismos.
- Anillo tendinoso común para los músculos extrínsecos del bulbo ocular (Anillo de Zinn): es el ligamento anular. Tiene origen común con los rectos del ojo que se insertan en los bordes del agujero óptico y en la parte interna de la hendidura esfenoidal

## Inervación intrínseca del ojo
El esfínter pupilar y el cuerpo ciliar están inervados por el nervio oculomotor (Tercer par craneal)